# Lucas Schädlich
Lucas Schädlich (* 25. November 1988 in Zwickau) ist ein deutscher Radsporttrainer und ehemaliger Radsportler.

## Sportliche Laufbahn
2004 gewann Lucas Schädlich gemeinsam mit Marcel Kittel, Christoph Mai, Florian Frohn, Philipp Klein und Danilo Kupfernagel das Mannschaftszeitfahren bei der Course de la Paix Juniors, 2005 entschied er das Junioren-Rennen Cottbuser Bundesliga Etappenfahrt für sich. Im Jahr darauf gehörte er neben John Degenkolb, Fabian Schaar, Philipp Klein, Oliver Jakob und Michael Riedle erneut zu dem Team, das im Mannschaftszeitfahren der Friedensfahrt siegte. Bei den Junioren-Bahn-Weltmeisterschaften 2006 belegte er Platz sieben im Punktefahren und wurde Dritter der Rad-Bundesliga. Von 2007 bis 2010 fuhr er für das Thüringer Energie Team, anschließend noch zwei Jahre für das Team NSP. 2013 beendete er seine Radsportlaufbahn.

## Berufliches
Schädlich nahm ein Studium an der Trainerakademie Köln auf. Obwohl er erst 2020 sein Studium abschloss, wurde er zum 1. Januar 2019 vom Bund Deutscher Radfahrer als Trainer für die Rad-Nationalmannschaft der Frauen U19/U23 verpflichtet. Im November 2024 gab der BDR bekannt, dass Schädlich ab 2025 die Bahn-Ausdauermannschaft der Elite als Trainer übernehme und sein Vorgänger Sven Meyer dem Verband künftig unter anderem im Bereich Analyse und Diagnose zur Verfügung stehen werde.

## Ehrungen
2014 wurde Lucas Schädlich, der sich in der Jugendbetreuung des SSV Gera sowie als Verbandsjugendwart engagierte, mit der Trainerförderung der Stiftung Thüringer Sporthilfe ausgezeichnet.

## Erfolge

### Bahn
2004
- Mannschaftszeitfahren Course de la Paix Juniors (Junioren)

2005
- Gesamtwertung und eine Etappe Cottbuser Bundesliga Etappenfahrt

2006
- Mannschaftszeitfahren Course de la Paix Juniors (Junioren)
- Deutscher Jugend-Meister – Mannschaftszeitfahren

## Teams
- 2007–2010 Thüringer Energie Team
- 2011 Team NSP
- 2012 Team NSP-Ghost